# Rifugio Mont Fallère
Il Rifugio Mont Fallère (2.385 m s.l.m.) è un rifugio alpino situato nelle Alpi del Grand Combin (Alpi Pennine), nel comune di Saint-Pierre, in Valle d'Aosta.

## Caratteristiche

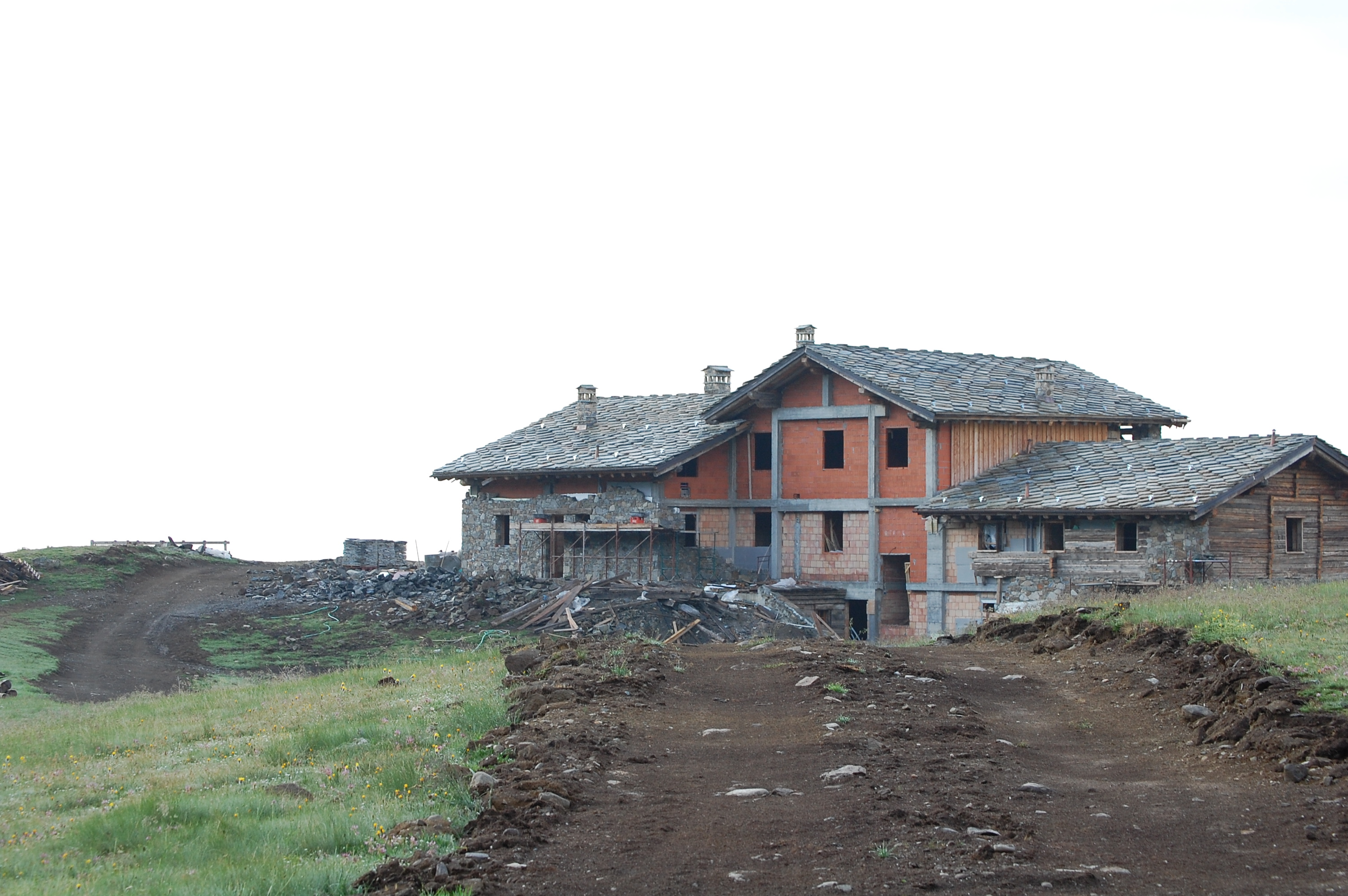
Il rifugio in costruzione nel 2010.

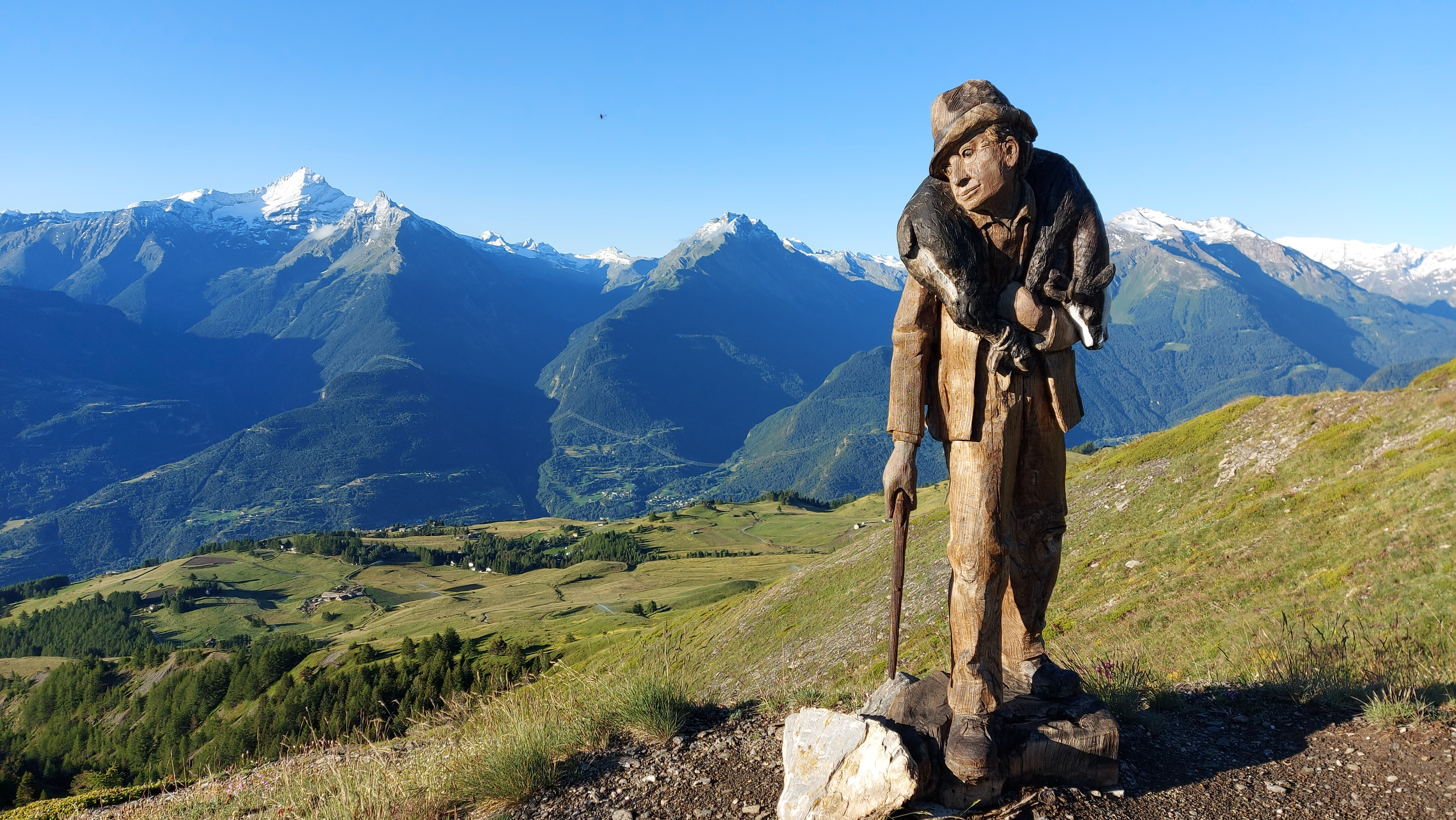
Una delle numerose sculture del museo a cielo aperto.

Il rifugio si trova nel vallone del Vétan, tra il mont Fallère, il mont Rouge de Vertosan ed il mont de Vertosan, in località Les Crottes, vicino al Lac des Grenouilles.
È stato inaugurato il 28 luglio 2012. Costruito in pietra e legno antico, si ispira ai tradizionali chalet di montagna. Il rifugio è accessibile anche alle persone con mobilità ridotta.
Per il rifugio transita il Tour du Mont Fallère.

### Museo a cielo aperto
Il rifugio, il sito che lo circonda, così come i percorsi di accesso sono decorati con numerose sculture in legno dell'artista Siro Viérin, e costituiscono un museo a cielo aperto. Le sculture ritraggono degli animali e dei personaggi della cultura contadina e montana.

## Accesso
Si può accedere al rifugio partendo da Vétan-dessus, località di Saint-Pierre, sia attraverso il sentiero n. 13, sia attraverso la strada poderale. Si può anche accedere dalla località Flassin (Saint-Oyen) attraverso il Col Fenêtre (2.728 m).

## Ascensioni
- Mont Fallère - 3.061 m
- Mont Rouge de Vertosan - 2.940 m
- Mont de Vertosan - 2.821 m
- Pointe de Chaligne - 2.607 m

## Escursioni
- Lago Fallère - 2.415 m